# レオニード・オボレンスキー
レオニード・レオニードヴィチ・オボレンスキー（ロシア語: Леонид Леонидович Оболенский, ラテン文字転写: Leonid Leonidovich Obolenskii, 1902年1月21日 - 1991年11月19日）は、ソビエト連邦（現ロシア）の俳優、映画監督、録音技師である。

## 人物・来歴
ロシア帝国ニジニ・ノヴゴロド県のアルザマスで、銀行員の家庭に生まれる。
1920年 - 1922年、モスクワの全ロシア映画大学に在学中に、レフ・クレショフに出会い、1924年、『ボリシェヴィキの国におけるウェスト氏の異常な冒険』に出演する。翌1925年には、サイレント映画『レンガ』を監督する。1932年には、トーキーの録音技術を学び、録音技師となる。
第二次世界大戦後、シベリアのクラスノヤルスク地方、ミヌシンスクの流刑地に送られる。1960年代に復権、俳優として活動した。
1991年11月19日、ロシア国内チェリャビンスク州ミアスで死去した。満89歳没。

## フィルモグラフィ

### 1920年 - 1940年
- На красном фронте : 監督レフ・クレショフ、1920年 - 出演（赤軍兵士役）
- 『ボリシェヴィキの国におけるウェスト氏の異常な冒険』 Необычайные приключения мистера Веста в стране Большевиков : 監督レフ・クレショフ、1924年 - 出演
- 『死の光線』 Луч смерти : 監督レフ・クレショフ、1925年 - 助監督・出演（ハード市長役）
- 『レンガ』 Кирпичики : 1925年 - 監督
- Эх, яблочко : 1926年 - 監督
- 『アジアの嵐』 Потомок Чингисхана : 監督フセヴォロド・プドフキン、1928年 - 出演

- две встречи: 監督ヤーコフ・ウリノフ、1932年 - 録音
- 『地平線』 Горизонт : 監督レフ・クレショフ、1932年 - 録音
- Великий утешитель : 監督レフ・クレショフ、1933年 - 録音
- Кража зрения : 1934年 - 監督

- Сибиряки : 監督レフ・クレショフ、1940年 - 美術監督

### 1965年 - 1986年
すべて出演
- Перекличка : 監督ダニール・フラブロビツキー、1965年

- 『永住権』 Вид на жительство : 監督オマール・グヴァサリア / アレクサンドル・ステファノヴィチ、1972年
- Скворец и Лира : 監督グリゴリー・アレクサンドロフ、1973年
- 『エバンス博士の沈黙』 Молчание доктора Ивенса : 監督ブジミール・メタリニコフ、1973年
- Дорогой мальчик : 監督アレクサンドル・ステファノヴィチ、1974年
- Чисто английское убийство : 監督サムソン・サムソーノフ、 1975年
- 『赤と黒』 Красное и чёрное : 監督セルゲイ・ゲラーシモフ、1976年 - 司教役
- Обмен : 監督ライモンダス・ヴァバラス、1977年
- Riešutų duona : 監督アルナス・ジェブリュナス、1978年
- Ларец Марии Медичи : 監督ルドルフ・フルントフ、1980年 - ベルトランド司教役
- Группа крови ноль : 監督アルマンタス・グリキャヴィチュス、 1981年
- 『ドゥシャー』 Душа : 監督アレクサンドル・ステファノヴィチ、1981年
- Подросток : 監督エフゲニー・タシコフ、テレビ映画シリーズ、1983年
- Легенда о княгине Ольге : 監督ユーリー・イリエンコ 、1983年
- Зудов, вы уволены! : 監督ボリス・ブシュメレフ、1984年
- Svešās kaislības : 監督ヤニス・ストレイチ、1986年 - 老人役
- Миллион в брачной корзине : 監督フセヴォロド・シロフスキー、1986年 - 伯爵役

## 関連事項
- ミアス （en:Miass）